# Conseil d'Adelaide Hills
Le Conseil d'Adelaide Hills (Adelaide Hills Council) est une zone d'administration locale située à l'est du centre ville d'Adélaïde, dans l'État d'Australie-Méridionale, en Australie entre les barrages-réservoirs de South Para Reservoir au nord et de Mount Bold Reservoir au sud.
Il a été créé en 1997 par la fusion des anciens districts de East Torrens, Gumeracha, Onkaparinga and Stirling.

## Quartiers
| - Aldgate - Ashton - Balhannah - Basket Range - Birdwood - Bradbury - Bridgewater - Carey Gully - Castambul - Chain Of Ponds - Charleston - Cherryville - Crafers West - Crafers - Cudlee Creek - Dorset Vale | - Eagle on the Hill - Forest Range - Forreston - Gumeracha - Heathfield - Houghton - Inglewood - Inverbrackie - Ironbank - Kenton Valley - Kersbrook - Lenswood - Lobethal - Longwood - Lower Hermitage - Marble Hill | - Montacute - Mount Lofty - Mount Torrens - Mylor - Norton Summit - Oakbank - Paracombe - Piccadilly - Scott Creek - Stirling - Summertown - Upper Hermitage - Upper Sturt - Uraidla - Verdun - Woodforde - Woodside |